# قصص الرقيق
العبودية أو الرق هي امتلاك الإنسان للإنسان، وكون الرقيق مملوكا لسيده، وكانوا يُباعون في أسواق النخاسة أو يُشترون في تجارة الرقيق بعد اختطافهم من مواطنهم أو يهدي بهم مالكوهم. وممارسة العبودية ترجع لأزمان ما قبل التاريخ في مصر.
```
حللت 
المذاهب الرئيسية الفقهية
 في الإسلام المعترف بها تملك العبيد من أسرى 
الحروب
 وبيعهم وشراؤهم على مدار تاريخ.
[
1
]
 
الرسول محمد
 والعديد من أصحابه قاموا بشراء وتحرير العبيد، استفاد العديد من 
العبيد
 من دين 
الإسلام
 حيث تحسنت أوضاعهم مقارنةً بما كانوا عليه في 
مجتمع ما قبل الإسلام
،
[
1
]
 وقع تحول بعد تنامي قيم 
الإنسانية
 في الفكر الإسلامي، وأصبح الناس يرون أن تملك 
العبيد
 يتعارض مع مبادئ الإسلام التي تدعوا إلى 
العدالة
 
والمساواة
 ما دفع المسلمين للتخلي عن المتاجرة بالعبيد.
[
2
]
```

إن قصة الرقيق هي نوع من الأعمال الأدبية التي تتكون من الروايات المكتوبة للأفارقة المستعبدين في بريطانيا العظمى ومستعمراتها، بما في ذلك الولايات المتحدة، وكندا، ودول الكاريبي في وقت لاحق.وقدّم نحو 6000 من العبيد السابقين من أمريكا الشمالية ومنطقه البحر الكاريبي روايات عن حياتهم خلال القرنين الثامن عشر والتاسع عشر، ونشر حوالي 150 رواية ككتب أو كراسات منفصلة، في الولايات المتحدة خلال فترة الكساد الكبير (ثلاثينيات القرن العشرين)، تم جمع أكثر من 2300 تاريخ شفهي إضافي عن الحياة أثناء العبودية من قبل كتّاب رعتها ونشرتها إدارة تقدم الأشغال (WPA)  لإدارة الرئيس فرانكلين دي روزفلت. معظم المقابلات السمعية الـ 26 محفوظة في مكتبة الكونغرس.
كتب بعض أوائل مذكرات الأسر المعروفة في إنجلترا والجزر البريطانية من قبل الأوروبيين البيض وفي وقت لاحق تم القبض على الأمريكيين واستعبدوا في بعض الأحيان في شمال أفريقيا، وعادة من قبل القراصنة البربريين، كانت هذه جزءًا من فئة واسعة من «قصص السرد» من قبل الأوروبيين الناطقين باللغة الإنجليزية، وابتداءً من القرن الثامن عشر، شملت هذه الروايات المستعمرين والمستوطنين الأمريكيين في أمريكا الشمالية والولايات المتحدة الذين تم أسرهم واحتجازهم من قبل الأمريكيين الأصليين، تم نشر العديد من قصص السرد المعروفة جيداً قبل الثورة الأمريكية، وكثيراً ما كانت تتبع الأشكال الموضوعة مع قصص الأسر في شمال أفريقيا، في وقت لاحق كانت حسابات أمريكا الشمالية من قبل الأميركيين القبض على القبائل الغربية خلال هجرات القرن التاسع عشر.
بالنسبة للأوروبيين والأميركيين، لم يكن الانقسام بين الأسر كعبيد وكأسرى حرب واضحا دائما، بالنظر إلى مشكلة العبودية الدولية المعاصرة في القرنين العشرين والحادي والعشرين، يتم كتابة ونشر قصص الرقيق الإضافية. إنها قضية في كل مكان لا تزال قائمة وما زالت غير موثقة إلى حد كبير.

## روايات الرقيق كنوع أدبي
أدى تطور قصص الرقيق من حسابات السيرة الذاتية إلى الأعمال الخيالية الحديثة إلى إنشاء قصص الرقيق كنوع أدبي، يتضمن هذا العنوان الكبير لما يسمى «أدب الأسر» عمومًا «أي حساب للحياة، أو جزء كبير من الحياة، من العبد الهارب أو السابق، سواء كان مكتوبًا أو شفهيًا مرتبطًا بالعبد نفسه أو نفسها»، في حين أن الروايات الأولى أخبرت قصص العبيد الهاربين أو المحررين في وقت من التحامل العنصري، تطوروا إلى روايات خيالية بأثر رجعي ووسعوا نفوذهم حتى الأيام المشتركة، ليس فقط الحفاظ على الذاكرة واستيعاب الحقيقة التاريخية المنقولة في هذه الروايات، ولكن سرديات الرقيق كانت في المقام الأول أداة للعبيد الهاربين أو السابقين للإعلان عن استقلالهم في القرن التاسع عشر، والاستمرار والحفاظ على حقائق تاريخية حقيقية وحقيقية من بداية منظور الشخص، إنها تذهب أبعد من مجرد السير الذاتية، وهي علاوة على ذلك «مصدر لإعادة بناء التجربة التاريخية»، يعتبر العبيد المحررين الذين كتبوا الروايات مؤرخين، لأن «الذاكرة والتاريخ يجتمعان معاً»  هذه الحسابات تربط عناصر الحياة الشخصية للعبد ومصيره بالأحداث التاريخية الرئيسية، مثل الحرب الأهلية الأمريكية والسكك الحديدية تحت الأرض.
في قصص بسيطة، لكنها قوية، تتبع روايات العبيد بشكل عام مؤامرة مشتركة لجميعهم: بدءا من الوضع الأولي، العبد في منزل سيده، يهرب البطل في البرية ويروي النضال من أجل البقاء والاعتراف طوال حياته غير المؤكد رحلتهُ إلى الحرية بعد كل شيء، تمت كتابة هذه الروايات بأثر رجعي من قبل العبيد المحررين أو المدافعين عن إلغاء العبودية، ومن ثم التركيز على التحول من العبد المجرد للإنسان إلى الرجل الحر المتحرر ذاتياً، وغالبا ما يستلزم هذا التغيير معرفة القراءة والكتابة كوسيلة للتغلب على الأسر، كما يسلط الضوء على حالة فريدريك دوجلاس كان عبدا سابقا، ثم أصبح فيما بعد كاتبا وأحد دعاة التحرير من العبودية والدفاع عن حقوق السود، فعند بلوغه سن الثامنة من عمره، أُرسل دوغلاس إلى بالتيمور، للعمل عند أحد أقارب سيده، اشتغل فيما بعد في حوض لبناء السفن، هرب عام1838 إلى مدينة نيوبدفورد بولاية ماساتشوستس، عاد بعدها للعمل في مهنته القديمة في بناء السفن، لكن زملاءه لم يقبلوا العمل معه لأنه من السود.
```
تتجلى 
الروايات
 بشكل كبير في حدود حسابات شاملة على سبيل المثال: تعرض النساء المستعبدين للجلد 
والإيذاء
 
والاغتصاب
 بالتفصيل، إن استنكار مالكي العبيد، ولا سيما قساوتهم ونفاقهم، هو موضوع متكرر في روايات العبيد، وفي بعض الأمثلة اتخذ موقفاً فكاهياً يشجب المعايير المزدوجة (على سبيل المثال في رواية 
دوغلاس
، صاحب هوبه العبيد متدين جداً، ولكن أيضا الرجل الوحشي).
```

وفقًا لجيمس أولني، فإن الخطوط العريضة النموذجية تبدو على النحو التالي:
(أ) صورة منقوشة، موقعة من الراوي.
(ب) صفحة عنوان تحتوي على المطالبة، كجزء لا يتجزأ من العنوان، "مكتوبة بنفسه" (أو بعض الأشكال القريبة: "مكتوبة من بيان حقائق أدلى بها بنفسه"؛ أو "كتبه صديق، حسب له من قبل الأخ جونز "، إلخ.)
(ج) حفنة من الشهادات أو مقدمات أو مقدمات مكتوبة بواسطة صديق إلغاء أبيض للراوي (وليام لويد جاريسون وويندل فيليبس) أو من قبل محرر أبيض / محرر / مؤلف مسؤول بالفعل عن النص (جون غرينليف ويتييه، ديفيد ويلسون، لويس ألكسيس شاميروفزو)، في مقدمته يقال للقارئ أن السرد هو "حكاية بسيطة وغير متقنة" وأن "الشبح" قد وضع في الخبث، لا شيء مبالغ فيه، لا شيء مستمد من الخيال "الحكاية، كما يقال، تقلل من أهوال العبودية.
(د). الكتابة الشعري، عن طريق تفضيل ويليام كاوبر.
(ي). السرد الفعلي: 
1. الجملة الأولى التي تبدأ ، "لقد ولدت ..."، ثم تحديد مكان ولكن ليس تاريخ الميلاد;
2. حساب سطحي من النسب، وغالبا ما تنطوي على الأب الأبيض;
3. وصف لسيد قاس، أو عشيقة، أو مشرف، تفاصيل أول جلطة تمت ملاحظتها والعديد من السوط اللاحق، مع كثير من النساء الضحايا;
4. رواية لعبد واحد قوي للغاية، يعمل في كثير من الأحيان "أفريقي خالص"، لأنه لا يوجد سبب لذلك، يرفض أن يجلد;
5. سجل الحواجز التي أثيرت ضد معرفة العبيد والصعوبات الساحقة التي واجهتها في تعلم القراءة والكتابة.
6. وصف لحامل عبيد "مسيحي" (غالباً ما يكون أحد هؤلاء يموتون في حالة رعب) والادعاء المصاحب له بأن أصحاب الرقيق "المسيحيين" هم دائماً أسوأ من أولئك الذين لا يعتنقون أي دين؛
7. وصف كميات وأنواع الطعام والملابس الممنوحة للعبيد، والعمل المطلوب منهم، ونمط يوم، أسبوع، سنة؛
8. حساب مزاد الرقيق، وفصل الأُسر وتدميرها، من الأمهات الفظيعة المتشبثين بأطفالهم كما هي ممزقة منهم، من قبيلة العبيد التي تحركت جنوبًا;
9. وصف الدوريات، أو محاولة الفشل (الفاشلة) للهروب، ومطاردة الرجال والكلاب؛
10. وصف لمحاولة (محاولات) ناجحة للهروب، والاستلقاء خلال النهار، والسفر بالليل تحت إشراف نورث ستار، والاستقبال في دولة حرة من قبل الكويكرز(الصاحبيون[11] أو جمعية الأصدقاء الدينية أو الكويكرز، والتسمية الأكثر شيوعًا الكويكرز، هي مجموعة من المسيحيين البروتستانت نشأت في القرن السابع عشر في إنجلتراعلى يد جورج فوكس) الذين يقدمون وجبة فطور ومحادثة لطيفة;
11. أخذ اسم أخير جديد (غالباً ما يقترحه شخص ملغى من البيض) أن يتعامل مع هوية اجتماعية جديدة كإنسان حر، مع الاحتفاظ بالاسم الأول كعلامة على استمرارية الهوية الفردية;
12. تأملات حول العبودية;

.
لا يوجد إجماع حول نوع الأدب الرقيق في الأدب، سواء كان يمكن اعتباره نوعًا مناسبًا، متضمنًا في سرد من فئة كبيرة، أو هي السير الذاتية، أو المذكراتs, أو الشهاداتs, أو الرواياتs,. ومع ذلك، فإنهم يلعبون دورًا كبيرًا في الحفاظ على ذكرى العبودية، وفي الاقتراب من موضوع كان يعتبر من المحرمات لفترة طويلة - خاصة وأن الكثيرين لا يزالون ينكرون وجود العبودية. ومع ذلك، وبسبب مشاركة المحررين الذين ألغوا عقوبة الإعدام، فإن المؤرخين المؤثرين، مثل أولريتش ب. فيليبس في عام 1929، اقترحوا، كطبقة، «أن أصالتهم مشكوك فيها»، مع زيادة التركيز على استخدام حسابات العبيد الخاصة والبحث عن فئات أوسع من المعلومات، حيث أن المؤرخين في أواخر القرن العشرين قاموا في كثير من الأحيان بتوثيق حسابات العبيد حول تجاربهم الخاصة.

## روايات العبيد في أميركا الشمالية
تم نشر روايات العبيد من قبل العبيد الأفارقة من أمريكا الشمالية لأول مرة في إنجلترا في القرن الثامن عشر، وسرعان ما أصبحت الشكل الرئيسي للأدب الأفريقي الأميركي في القرن التاسع عشر، تم نشر روايات العبيد من قبل المطالبين بإلغاء الرق، الذين شاركوا أحيانا كمحررين أو كُتّاب إذا لم يكن العبيد يعرفون القراءة والكتابة، خلال النصف الأول من القرن التاسع عشر، أدى الجدل حول العبودية في الولايات المتحدة إلى أدب متعاطف على جانبي القضية.
لعرض واقع العبودية، نشر عدد من العبيد السابقين، مثل هارييت تابمان وهارييت جاكوبس وفريدريك دوغلاس، تقارير عن استعبادهم وهربهم إلى الحرية. كتبت لوسي ديلاني، رواية تضمنت دعوى الحرية التي قامت بها والدتها في ميسوري من أجل حريتها. في نهاية المطاف، كتَبَ بعض 6000 عبيد سابقين من أمريكا الشمالية ومنطقة البحر الكاريبي تقارير عن حياتهم، ونشر حوالي 150 منهم ككتب أو كتيبات منفصلة، في المجموع، يعتقد أن هناك 294 قصة رقيق.
```
قبل 
الحرب الأهلية الأمريكية
، كتب بعض المؤلفين قصصًا خيالية عن العبودية من أجل خلق الدعم لإلغاء العبودية. المثال الرئيسي هو كابينة العم توم (1852) بقلم 
هاريت بيتشر ستو
. جلب نجاح روايتها والتوترات الاجتماعية في ذلك الوقت رد فعل من قبل الكتاب الجنوبيين 
البيض
، مثل وليام جيلمور سيمز وماري إيستمان، الذي نشر ما كان يطلق عليه روايات مناهضة للتوم، كلا النوعين من الروايات كانا الأكثر مبيعًا في خمسينيات القرن التاسع عشر.
```

يمكن تصنيف روايات العبيد في أمريكا الشمالية على نطاق واسع إلى ثلاثة أشكال متميزة: حكايات الخلاص الديني، والحكايات لإلهام النضال من أجل إلغاء العبودية، وحكايات التقدم، الحكايات المكتوبة لإلهام النضال من أجل إلغاء العبودية هي الأكثر شهرة لأنها تميل إلى أن يكون لها سيرة ذاتية قوية، مثل في السير الذاتية لفريدريك دوغلاس وحوادث في حياة فتاة الرقيق بقلم هارييت جاكوبس (1861).

### حكايات الفداء الديني
من 1770 إلى 1820، أعطت روايات العبيد عموما رواية رحلة روحية تؤدي إلى الفداء المسيحي، وصف المؤلفون أنفسهم عادة بأنهم أفارقة بدلاً من العبيد، لأن معظمهم ولدوا في أفريقيا.
الامثله تشمل:
- سرد لأبرز التفاصيل في حياة جيمس ألبرت «أوكاواسو جرونيوسو»، وهو أمير أفريقي، من قبل أوكاواسو جرونيوسو، إنجلترا، 1772.
- قصة مثيرة للاهتمام وحياة «أولواة إكويانو» أو Gustavus Vassa، الأفريقي، من قبل أولواة إكويانو، لندن، 1789.
- سرد للحياة والمغامرات، وهو مواطن من أفريقيا: ولكن مقيم فوق ستين عاما في الولايات المتحدة الأمريكية، من قبل فينشر سميث، لندن الجديدة،1798
- جيفري بريس، الرقيق الأفريقي المكفوفين، أو مذكرات بويريرو برينش، الملقب جيفري بريس، كما أخبر بنيامين ف. برنتيس، إسك. سانت ألبانز، فيرمونت، 1810؛ [16] تم تحريره ومعه مقدمة من قبل كاري ي.ماديسون WI: الجامعة من الصحافة ويسكونسن 2004 ISBN 0-299-20140-6 [17]
- حياة وتاريخ ومعاناة لا مثيل لها لجون جيا، الواعظ الأفريقي، بقلم جون جيا، 1811

### حركات الإلهام لإلغاء العبودية
من منتصف 1820s، اختار الكتّاب عن وعي شكل السيرة الذاتية لتوليد الحماس لحركة إلغاء العبودية. اعتمد بعض الكتاب أساليب أدبية، بما في ذلك استخدام حوار خيالي. بين 1835 و 1865 تم نشر أكثر من 80 من هذه الروايات. وتشمل الميزات المتكررة: مزادات الرقيق، وتفكك العائلات، وكثيرا من حسابات الهروب، واحدة منها ناجحة. بما أن هذه كانت فترة الهجرة القسرية لما يقدر بمليون عبيد من الجنوب الأعلى إلى الجنوب العميق من خلال تجارة الرقيق الداخلية، كانت تجارب المزادات وفصل العائلات شائعة لدى الكثيرين.
الامثله تشمل:
- حياة وليام غرايمز، الرقيق الهارب، للكاتب وليام غرايمز، نيويورك، 1825.
- سليمان بايلي، سرد لبعض الحوادث البارزة في حياة سليمان بايلي، الذي كان سابقاً عبداً في ولاية ديلاوير، أمريكا الشمالية، 1825.
- تاريخ الأمير ماري، غرب الهند بقلم ماري برنس، لندن، 1831.
- تشارلز بول، والرقيق في الولايات المتحدة: سرد للحياة ومغامرات تشارلز بول، رجل أسود، ويستاون، 1836.
- موسى روبر، سرد من المغامرات والهروب من موسى روبر من العبودية الأمريكية، لندن، 1837.
- رواية لانسفورد لين، سابقا من رالي، NC تحتضن حساب حياته المبكرة، الخلاص عن طريق شراء نفسه والأسرة من العبودية، ونفيه من مكان ولادته لجريمة لبس جلد ملون، بواسطة لانسفورد لين، 1842.
- فريدريك دوغلاس، سرد حياة فريدريك دوغلاس، أمريكي عبد، بوسطن، 1845.
- روايات عن معاناة لويس وميلتون كلارك، أبناء أحد جنود الثورة، خلال أسيرة لأكثر من عشرين عامًا بين أصحاب الرقيق في كنتاكي، بوسطن، 1846.
- وليام ويلز براون، قصة وليام ويلز براون، هارب هارب، بوسطن، 1847.
- هنري بوكس براون قصة حياة هنري بوكس براون، بوسطن، 1849.
- يوشيا هنسون، حياة جوشيا هينسون، العبد سابقا، وهو الآن من سكان كندا، كما روى بنفسه، بوسطن، 1849 .
- هنري بيب سرد للحياة ومغامرات هنري بيب، أمريكي عبد، نيويورك، 1849.
- جيمس دبليو. بنينجتون، الحدادة الهاربة، أو أحداث في تاريخ جيمس دبليو. بنينجتون، لندن، 1849.
- سولومون نورثوب، اثني عشر عامًا، عبد، أوبورن، وبافالو، نيويورك ولندن، 1853
- جون براون، حياة الرقيق في جورجيا: سرد للحياة والمعاناة والهرب من جون براون، عبد هارب، الآن في إنجلترا، 1855.
- حياة جون طومسون، العبد الهارب ورسستر، ماساتشوستس، 1855.
- كيت إ. ر. بيكارد ، الخاطفون والفدائيون، كونهم ذكريات شخصية لبيتر ستيل وزوجته «فينا»، بعد أربعين عاما من العبودية، نيويورك، 1856.
- جيرمين ويسلي لوجوين، القس ج. و. لوجوين، في دور العبد وكرجل فري، قصة حياة واقعية، 1859.
- إلين وويليام كرافت، إدارة ألف ميل من أجل الحرية، أو الهروب من ويليام وإلين كرافت من العبودية، لندن، 1860.
- هاريت جاكوبس، حوادث في حياة فتاة الرقيق، بوسطن، 1861.
- جون أندرو جاكسون، تجربة العبد في كارولينا الجنوبية، لندن، 1862.
- يعقوب د. قصة حياة ج. د. غرين، رقيق هارب من كنتاكي، هيدرسفيلد، 1864.
- «ذكريات العبودية من قبل رقيق هارب»، المتحرر، 23 أغسطس، 13 سبتمبر، 20 سبتمبر، 11 أكتوبر، 18 أكتوبر، 1838.[18]

### حكايات التقدم

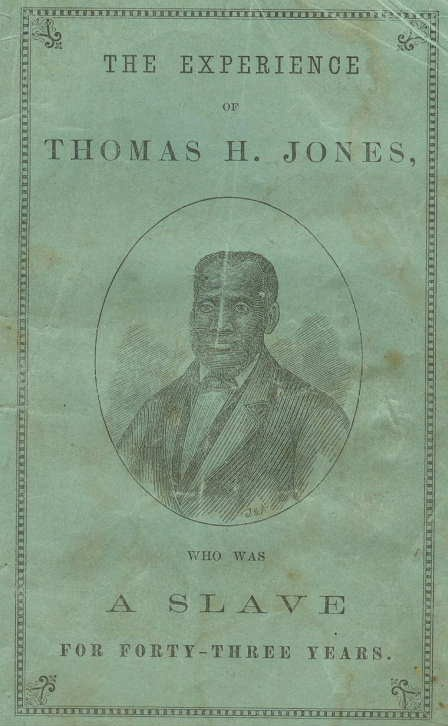
قصة الرقيق توماس. جونز التي نشرت في عام 1871

بعد هزيمة دول الرقيق في الكونفدرالية الجنوبية، كان المؤلفون أقل حاجة لنقل شرور العبودية. قدّمَ البعض رواية عاطفية عن حياة المزارع وانتهى مع تعديل الراوي للحياة الجديدة للحرية، تَحوّل تركيز الكتّاب من الناحية النظرية إلى إعادة سردٍ للتقدم الفردي والعنصري بدلاً من ضمان الحرية.
الامثلة تشمل :
- حياة جيمس مارس، الرقيق ولدت ومولت في ولاية كونيتيكت، هارتفورد، 1864.
- بول جينينغز، ذكريات رجل ملون من جيمس ماديسون، 1865.
- وليام باركر، قصة فريدمان، نشرت في الأطلسي الشهري، 1866.
- إليزابيث كيكلي، وراء الكواليس: أو، ثلاثون عامًا عبدًا وأربع سنوات في البيت الأبيض، 1868.
- يسرد ويليام ستيل، سجلات سكة حديد تحت الأرض، 1872، تجارب مئات العبيد.
- لوسي ديلاني، من الظلام تأتي النور، أو تكافح من أجل الحرية، 1892 - وهذا فريد من نوعه كحساب الشخص الأول فقط لبدلة الحرية الناجحة.
- لويس هيوز، ثلاثون سنة عبد: من عبودية إلى الحرية، ميلووكي، 1897.
- بوكر.ت من الرق، جاردن سيتي، نيويورك، 1901.
- وسام ألكسون، قبل الحرب، وبعد الاتحاد: سيرة ذاتية، بوسطن، 1929.

### إدارة مشروعات العمل وقصص الرقيق
خلال فترة الكساد الكبير في ثلاثينيات القرن العشرين، استخدمت إدارة مشاريع الأشغال الجديدة (WPA) كتّاب وباحثين من مشروع الكتاب الفيدرالي لمقابلة وتوثيق قصص الأمريكيين من أصل أفريقي الذين كانوا عبيد سابقين. كان معظمهم من الأطفال عندما تم تمرير التعديل الثالث عشر. أنتجت القصص بين عامي 1936 و 1938، رويت تجارب أكثر من 2300 من العبيد السابقين، تم تسجيل بعض المقابلات. 23 من 26 تسجيلات صوتية معروفة يحتفظ بها مركز الفنون الشعبية الأمريكية التابع لمكتبة الكونغرس. كانت آخر مقابلة لعبد سابق مع فاونتن هيوز، ثم 101، في بالتيمور، ميريلاند، في عام 1949. كان حفيدًا لعبد يملكه الرئيس توماس جيفرسون في مونتيسيلو.

### روايات العبيد في أمريكا الشمالية مثل أدب السفر
روايات الرقيق تورطت بطبيعتها السفر وتشكيل نوع كبير من كتابة السفر. وكما يقول جون كوكس في السفر إلى الجنوب ، «كان السفر مقدمة ضرورية لنشر سرد من قبل عبد، لأن العبودية لا يمكن تجربتها وكتابتها في وقت واحد». حيث يتم كتابة العديد من قصص السفر من قبل مسافرين مميزين، تُظهر قصص الرقيق الأشخاص الذين يسافرون على الرغم من الحواجز القانونية الكبيرة التي تعترض أعمالهم، وبهذه الطريقة يشكلون عنصراً أساسياً ومميزاً في كيفية تشكل روايات السفر الشخصية الأمريكية.

## روايات العبيد في شمال افريقيا
بالمقارنة مع روايات العبيد في أمريكا الشمالية ومنطقة البحر الكاريبي، فإن روايات العبيد في شمال أفريقيا كانت مكتوبة بواسطة عبيد بريطانيين وأمريكيين من البيض تم الاستيلاء عليهم (غالباً في البحر أو عبر الاختطاف التركي) واستعبدوا في شمال أفريقيا في القرنين الثامن عشر وأوائل القرن التاسع عشر. هذه الروايات لها شكل متميز من حيث أنها تسلط الضوء على «الآخر» لتجار العبيد المسلمين، في حين أن روايات العبيد الأمريكيين الأفارقة غالباً ما تدعو تجار الرقيق إلى اعتبارهم زملاء مسيحيين.
استخدم بعض الأسرى تجاربهم كعبيد في شمال أفريقيا لانتقاد العبودية في الولايات المتحدة، مثل وليام راي في كتابه «فظاعة العبودية»، عانى العبيد في شمال أفريقيا من العديد من الظروف نفسها مثل نظرائهم الأفارقة في الولايات المتحدة، بما في ذلك الأشغال الشاقة، والنظام الغذائي السيئ، والعلاج المهين. ولكن بخلاف تلك الموجودة في أمريكا، فإن العبيد في شمال أفريقيا، ويمكنهم أحيانًا الإفلات من حالتهم عن طريق التحويل القسري إلى الإسلام، وتبني شمال أفريقيا كموطنهم من خلال ديميميتود، يخضعون إلى العبودية الشنيعة، أو في بعض الحالات، يمكن أن تتخلى عنهم القوى الأوروبية. قام القراصنة البربريون بأعمالهم من خلال الاستيلاء على الأوروبيين في البحر والحصول على فدية.
ركزت الروايات على المواضيع الأساسية للحرية والحرية التي استمدت الإلهام من الثورة الأمريكية. بما أن الروايات تتضمن تكرار المواضيع والأحداث، نقلا عن بعضها البعض واعتمادا شديدا على بعضهما البعض يعتقد العلماء أن المصدر الرئيسي للمعلومات هو روايات أخرى أكثر من القصص الحقيقية. تم تصوير الأسيرات من النساء على أنهن شخصيات خيالية قوطية متشبثة بأمل الحرية وبالتالي أكثر ارتباطا بالجمهور.
والأمثلة تشمل:
- يروي «جوزيف بيتس» (1663 - 1735) سردًا صادقًا وحقيقيًا عن دين وخدعة الرجال الماهوتيين (1663 - 1735)، ويخبره القراصنة بأنه صبي يبلغ من العمر 14 أو 15 عامًا من قبل القراصنة أثناء صيده قبالة نيوفاوندلاند. وصفه للبيع كعبد وحياته تحت ثلاثة أسياد مختلفين في شمال أفريقيا، ورحلاته إلى مكة كلها موصوفة.
- توماس بيلو، تاريخ أسيرة طويل ومغامرات توماس بيلو، في جنوب البربري، 1740
- قصة غريبة، تاريخية ومسلية عن السبي، ولم يسمع بها تقريباً من المعاناة والمعاملة القاسية للسيد روبرت وايت، 1790 [23]
- مجلة للقبض والمعاناة جون فوس عدة سنوات سجين في الجزائر العاصمة، 1798[24]
- تاريخ أسيرة ومعاناة السيدة ماريا مارتن التي كانت ست عبيد في الجزائر العاصمة. اثنين منها كانت محصورة في زنزانة مقيدة، محملة بمكواة، بأمر من ضابط تركي غير إنساني. مكتوبة بنفسها. إضافة إلى ذلك، تاريخ موجز للجزائر العاصمة، مع سلوكيات وعادات الشعب، 1812 [25]
- الكابتن جيمس رايلي، معاناة في أفريقيا، 1815
- قصة روبرت آدامز، بحار أمريكي تم تحطيمه على الساحل الغربي لأفريقيا في عام 1810؛ اعتقلت ثلاثة أعوام في الرق من قبل عرب الصحراء الكبرى، 1816
- جيمس لياندر كاثكارت، الأسرى، أحد عشر عاماً سجيناً في الجزائر العاصمة، نُشِر عام 1899، بعد سنوات عديدة من أسره.

## روايات النساء العبيد (الرقيق)
بعض روايات العبيد المعروفة من قبل العبيد النساء تشمل مذكرات هارييت أ. جاكوبس، ماري برينس، ماتي جيه جاكسون، و «إليزابيث القديمة»، من بين آخرين. تم تحرير بعض هذه الروايات ونشرها في أواخر القرن التاسع عشر من قبل مؤلفين أبيضين يسعون إلى رفع معارضة البيض للعبودية.
في روايتها، ماري برينس، تتحدث امرأة وعبد من برمودا عن ارتباطها العميق بزوجة سيدها والشفقة التي شعرت بها تجاه الزوجة لأنها شهدت «سوء المعاملة» التي عانت منها الزوجة على يد زوجها. تروي برينس أيضًا تجربتها في أن تصبح متعلمة بعد أن تعلمت الإنجليزية من قبل إحدى عشيقاتها. ومع ذلك، لم يكن محو الأمية موضوعًا شائعًا لجميع النساء العبيد. تم نسخ قصة حياة «إليزابيث القديمة» من حسابها الشفوي عن عمر يناهز 97 عامًا.
تكشف الكثير من النساء اللواتي يعشن عن الرقيق، مثل روايات «إليزابيث القديمة» و «ماتي ج. جاكسون»، أهمية الروحانية والعلاقات في حياة النساء العبيد. قد تمثل هذه الروايات، التي تم نشرها وتحريرها من قبل النساء البيض، جهودًا مبكرة للتضامن العنصري والنسوي في الولايات المتحدة.

## قصص الرقيق التاريخية الآخرى
مع ممارسة الرق في جميع أنحاء العالم لآلاف السنين، تغطي بعض الروايات أماكن وأوقات غير هذين الرئيسيين. مثال واحد هو الحساب الذي قدمه جون ر. جيويت، وهو مستعبد إنجليزي استعبد لسنوات من قبل ماكينا من شعب نوتوكا في شمال غرب المحيط الهادئ. وصفت الموسوعة الكندية مذكراته بـ «الأدب الكلاسيكي لأدب الأسر» ، وهي مصدر غني للمعلومات عن السكان الأصليين في جزيرة فانكوفر.
- قصة مغامرات مآثر جون ر. جيويت، الناجي الوحيد من طاقم سفينة بوسطن، أثناء أسر ما يقرب من ثلاث سنوات بين المتوحشين من نوتكا ساوند مع سرد للأخلاق، نمط الحياة، والآراء الدينية من السكان الأصليين. ميدلتاون، كونيتيكت، طبعها لوميس وريتشاردز، 1815.[29]

```
ماريا تيري ميتلين (1704 في 
أمستردام
 - 
فلوريدا
. 1751)، كانت كاتبة 
هولندية
 
لسيرة ذاتية
. تعتبر سيرة حياتها شهادة قيمة لحياة العبد السابق (1748).
```

- ماريا تير ميتلين، مغامرات غريبة ومدهشة من ماريا تي ميتل؛ اثنا عشر عامًا (1731 - 43)، ترجمتها وطرحتها كارولين ستون. (هاردينغ سيمبول، 2010) .

## روايات العبيد المعاصرة
رواية معاصرة عن الرقيق هي مذكرات حديثة كتبها عبد سابق، أو مكتوبة بالأشباح نيابة عنه. المناطق الحديثة في العالم التي تحدث فيها العبودية تشمل السودان، وروايتين هم: الهروب من العبودية، القصة الحقيقية لعشر سنوات في الأسر - ورحلتي إلى الحرية في أمريكا (2003) من قبل فرانسيس بوك وإدوارد تيفان، والعبد بقلم ميندي ناظر ودامين لويس، مستمدان من تجارب العبودية في السودان.
في روايته الخيالية سكة حديد تحت الأرض، الفائزة بجائزة الكتاب الوطني كولسون وايتهيد، يتتبع هروب كورا، العبد الأنثوي في مزرعة قطن في جورجيا عبر سكة الحديد تحت الأرض. كان استقباله جيدًا وقال إنه يمتلك "القوة المخيفة والواقعية لقصص العبيد التي جمعها مشروع الكتاب الفيدراليين في ثلاثينيات القرن العشرين، مع أصداء محبوب" توني موريسون "(رواية)، وبالتالي يمكن اعتباره قصة الرواية الخيالية الحديثة.
في 18 ديسمبر 2016، أطلقت المخرجة ميشيل وليامز سلسلة أفلام بعنوان «قصة رقيق أخرى». مستوحاة من مقابلة مع العبد السابق، قررت أن تحكي قصص الناس استعبدو سابقا في سلسلة من الأفلام القصيرة. يتكون طاقمه من 22 ممثلاً مختلطًا بين الجنسين والعرق والعمر، يُقرأ مقابلات فردية للرقيق من مجموعة الرقيق السرد التي تضم أكثر من 2300 مقابلة أجريت من 1936-1938. وتهدف ويليامز إلى توثيق كل مصير واحد، وبالتالي الاقتراب من محرمة العبودية، وكذلك الحفاظ على ذاكرة العبيد حية من خلال أشرطة الفيديو هذه.

## روايات العبيد الجدد
رواية جديدة للعبيد - وهو مصطلح ابتكره إسماعيل ريد أثناء عمله على روايته عام 1976 «رحلة إلى كندا» والتي استخدمها في مقابلة عام 1984  - هو عمل خيالي حديث وُضع في عصر العبودية من قبل مؤلفين معاصرين أو مهتمين بشكل كبير، تُصور تجربة أو آثار الاسترقاق في العالم الجديد. تصنف الأعمال إلى حد كبير على أنها روايات، ولكنها قد تتعلق بالأعمال الشعرية كذلك. كانت نهضة قصص الرقيق ما بعد الحداثة في القرن العشرين وسيلة للتعامل مع الرق بأثر رجعي، ولإعطاء وصف خيالي للحقائق التاريخية من منظور الشخص الأول.
الأمثلة تشمل :
- ماديسون سمارت بيل كل النفوس الصاعدة (1995)، أول ثلاثية عن الثورة الهايتية.
- ديفيد برادلي، حادثة تشانيسفيل (1981)
- اوكتافيا إي بتلر، كيندريد (1979)
- نوني كارت، ثروة جيدة (2010)، رواية الشباب الصغار.
- دافيد أنتوني دورهام، المشي في الظلام (2002)
- ماري إيلينا جون، غير قابلة للحرق (2006)
- إدوارد ب جونز، العالم المعروف (2003)
- طوني موريسون، حبيب (1987)
- وليام ستيرون، اعترافات نات تيرنر (1967)
- ناتاشا تريتهاوي، الحرس الوطني (2006)
- مارجريت ووكر، اليوبيل (1966)
- شيرلي آن ويليامز، ديسا روز (1986)
- ايفلين ترايلوت، روزالي سيئة السمعة (2003)
- مانو هربشتاين، آما: قصة تجارة الرقيق في المحيط الأطلسي (2001)
- مانو هربستين، موسيقى شجاعة لطبل بعيد (2011)

## روابط خارجية
- "Born in Slavery: Slave Narratives from the Federal Writers' Project, 1936–1938", American Memory, Library of Congress.
- "North American Slave Narratives, Beginnings to 1920", Documenting the American South, University of North Carolina.
- "Slave Narratives: An Online Anthology" نسخة محفوظة 16 ديسمبر 2008 على موقع واي باك مشين. – WPA oral histories of former U.S. slaves collected in the 1930s, American Studies, University of Virginia.
- eTexts – Oral histories of former U.S. slaves collected in the 1930s by the WPA, مشروع غوتنبرغ.
- University of South Florida Libraries: Florida Slave Narratives Narratives of African-Americans who spent their childhood and teenage years as slaves.